# .localhost
.localhostは、ループバックを示すことを目的としたトップレベルドメイン(TLD)である。このドメインは RFC 2606 （1999年6月）でInternet Engineering Task Force(IETF)により予約されており、インターネットのDomain Name System(DNS)に登録されることを意図したものではない。.localhostおよびそのサブドメインはDNSに登録されることはないため、現在および将来のドメイン名との競合を気にせずにテスト目的で使用することができる。なお、localhostはループバック・アドレスを表すために、伝統的に使われている。

## 従来の使用法
従来のlocalhostは、ほとんどのTCP/IPシステムのループバックインタフェースに対して一般的に定義されているホスト名であり、IPアドレスIPv4では127.0.0.1 に、IPv6では::1とされている。トップレベルドメインとして、名前は伝統的に同じループバックアドレスを指すアドレスレコード(AおよびAAAA)を持つホストDNS実装で静的に定義されている。その他の使用は、この規約に依存して広く展開されているアルゴリズムと競合する。